# Ка-Зар
Ка-Зар (англ. Ka-Zar), справжнє ім'я Кевін Реджинальд Пландер (англ. Kevin Reginald Plunder) — вигаданий персонаж, супергерой коміксів американського видавництва Marvel Comics, який проживає в Диких Землях, населеній динозаврами та що прихована в Антарктиді. Уперше він з'явився в The X-Men #10 (березень 1965), його вигадали Стен Лі з Джеком Кірбі.

## Історія публікації
Створений Стеном Лі та Джеком Кірбі в The X-Men #10 (березень 1965), він живе в населених динозаврами Диких Землях, яку інопланетяни сховали під Антарктидою. Персонаж був заснований на своєму тезці з бульварного журналу лише тою мірою, в якій він використовував те ж ім'я і грубу концепцію «повелителя джунглів», а Лі пізніше зізнався, що ніколи навіть не читав жодної з оригінальних історій про Ка-Зара.
Спочатку написаний як примітивний і войовничий дикун, який розмовляв ламаною англійською мовою, Ка-Зар згодом став виразнішим і цивілізованішим, хоча й зберіг певну недовіру до цивілізації та загалом насторожено ставився до сторонніх відвідувачів Диких Земель. Кевін Пландер називає себе «Володарем Диких Земель».
Перша самостійна історія Ка-Зара була опублікована в Marvel Super-Heroes #19 (1969), також персонаж з'являвся в чорно-білому журналі Savage Tales і кольоровому Astonishing Tales. Він мав п'ять однойменних серій: перша вийшла в 1970-1971 роках (три випуски, переважно передруки), друга, що продовжувала сюжетну лінію Astonishing Tales, — в 1974-1977 роках (20 випусків, під назвою Lord of the Hidden Jungle), написана Майком Фрідріхом, Джеррі Конвеєм і Даґом Менчем, і Даґом Моенчем, третій у 1981-1984 роках, Ka-Zar the Savage (34 випуски), написаний Брюсом Джонсом і Майком Карліном, четвертий у 1997-1998 роках (20 випусків), написаний Марком Вейдом і намальований Енді Кубертом, і п'ятий у 2011 році (мінісерія з 5 випусків), написаний Полом Дженкінсом.

## Вигаданий життєпис
Кевін Пландер, старший син британського аристократа та вченого лорда Роберта Пландера, з'явився на світ у величному замку Пландер, розташованому в лондонському районі Кентіш-Таун. Його батько, шукаючи таємничий елемент, натрапив на Дикі Землі — приховані джунглі в Антарктиді. Там лорд Пландер відкрив антиметал, пізніше відомий як ізотоп вібранію, здатний руйнувати молекулярні зв'язки будь-якого металу. Повернувшись до Англії, він дізнався про смерть дружини і, відчуваючи наближення власної загибелі, розділив антиметал на два медальйони — по одному для кожного з синів, Кевіна та Парнівала.
Коли стало відомо про місцеперебування антиметалу, лорд Пландер і Кевін змушені були шукати притулок у Диких Землях, аби втекти від переслідувачів. Там лорд загинув від рук місцевих людиноподібних мавп. Однак Кевіна врятував шаблезубий тигр Забу, з яким у нього встановився особливий емпатичний зв'язок. Хлопець втік до Країни Туманів, де виріс, навчився виживати та став відомий як «Ка-Зар», що перекладається як «син тигра». Він боровся з людиноподібними мавпами, знищивши їх, за винятком вождя Маа-Ґора.
Ка-Зар став захисником Диких Земель і уклав союзи з різними героями, включаючи Людину-павука і Шибайголову. Він зустрів і одружився з Шанною, від якої у нього народився син Метью. Хоча Дикі Землі тимчасово знищив космічний завойовник Термінус, Вищий Еволюціонер відновив їх, що дозволило Ка-Зару та Шанні повернутися.
Брат Ка-Зара Парнівал, який вижив завдяки кібернетичному протезу, спробував обдурити Ка-Зара. Ці дії призвели до численних конфліктів з мисливцем Крейвеном, Носорогом та іншими супротивниками. Зрештою, Ка-Зар і Шанна протистояли Парнівалу і Таносу, де Ка-Зар відіграв ключову роль у зриві їхніх планів.
Пізніше стосунки Ка-Зара з Шанною стали напруженими. Коли вона отримала зв'язок з життєвою силою Диких Земель, Ка-Зар мав протистояти її новій ролі королеви. Вони зіткнулися з Вищим Еволюціонером, який розширив повноваження Шанни, що призвело до революції та її відмови від влади.
У Нью-Йорку Ка-Зар опинився в юридичних труднощах після інциденту в метро. Йому допомагали Метт Мердок і Фоґґі Нельсон, а згодом він зустрівся з Карателем, який повірив у його невинність. Очищений від усіх звинувачень, Ка-Зар повернувся додому, але знайшов його в хаосі. Разом з Шанною він залишив Дикі Землі після конфліктів з бгадвуанами та Ґреґором.
У наступних пригодах Ка-Зар і Шанна возз'єдналися з Забу, боролися з лиходіями, найнятими «Роксоном», і протистояли скрулам під час вторгнення. Ка-Зар приєднався до Агентів Ваканди. Після того, як Шанна потрапила під контроль Котаті, Ка-Зар з допомогою Багряної відьми звільнив її та знову знайшов зв'язок з Дикими Землями.
Серед численних пригод Ка-Зар взяв участь у подорожах у часі, битвах з древніми сутностями та став вісником Ґалактуса, об'єднавши зусилля з ним у боротьбі проти Мефісто.

## Здібності
Сила та здібності Ка-Зара походять від його унікального зв'язку з Дикими Землями та зустрічі з космічними сутностями. Після того, як його врятувало від смерті занурення в кров Людини-Істоти з Диких Земель, Ка-Зар розвинув глибокий зв'язок із сутністю цих місцин. Цей зв'язок дозволяє йому імітувати різні риси тварин фауни рідного краю, посилюючи його фізичні можливості та даючи йому змогу здійснювати потужні енергетичні атаки.
На додаток до цього, Ка-Зар отримав Космічну Силу після того, як уклав угоду з Ґалактусом у передісторії альтернативної реальності, ставши вісником космічної сутності.
Попри відсутність справжньої надлюдської сили, Ка-Зар володіє майже надлюдським атлетизмом, витривалістю та бойовими навичками завдяки своєму великому досвіду виживання в Диких Землях. Його фізична підготовка та здібності відточені до високого рівня, що робить його грізним бійцем, якого власний наставник Крейвена часто називає кращим за Крейвена-мисливця.
Глибокі знання Ка-Зара про Дикі Землі також роблять його винятковим тактиком і стратегом у своїх володіннях. Окрім того, він може розуміти й спілкуватися з людьми з різних племен.